# 蓝多铁路
蓝多铁路，位于内蒙古锡林郭勒盟境内，自桑蓝线终点正蓝旗站接轨，向东南至终点多伦站与多丰铁路接轨。正线全长45.221公里。

## 线路
地方铁路I级标准。单线。限制坡度上行13‰，下行12‰。最小曲线半径一般地段800m，困难地段600m。到发线有效长度880m。DF4D内燃牵引。 牵引质量：3500吨。半自动闭塞。

## 历史
2006年7月8日开工奠基，同年11月18日正式开工建设，由内蒙古自治区和铁道部利用世行贷款修建，投资4.5亿元，建设单位内蒙古集通铁路有限责任公司。2007年11月30日提前铺通。2008年4月18日开通剪彩。2013年10月全线新建二线。